# Sebastián Ceballos
Sebastián Ceballos (Santiago, 1 de julio de 1992) es un jugador de balonmano chileno que juega de extremo izquierdo en el Club Deportivo Balopal. Es internacional con la selección de balonmano de Chile.
En 2015 debutó con Chile en un Campeonato Mundial de Balonmano.

## Palmarés internacional
| Juegos Panamericanos                      | Juegos Panamericanos | Juegos Panamericanos | Juegos Panamericanos |
| Año                                       | Lugar                | Medalla              |                      |
| ----------------------------------------- | -------------------- | -------------------- | -------------------- |
| 2015                                      | Toronto              | Medalla de bronce    |                      |
| 2019                                      | Lima                 | Medalla de plata     |                      |
| 2023                                      | Santiago de Chile    | Medalla de bronce    |                      |
| Campeonato Panamericano                   |                      |                      |                      |
| Año                                       | Lugar                | Medalla              |                      |
| 2016                                      | Argentina            | Medalla de plata     |                      |
| 2018                                      | Groenlandia          | Medalla de bronce    |                      |
| Campeonato Sudamericano y Centroamericano |                      |                      |                      |
| Año                                       | Lugar                | Medalla              |                      |
| 2022                                      | Brasil               | Medalla de bronce    |                      |
| Juegos Suramericanos                      |                      |                      |                      |
| Año                                       | Lugar                | Medalla              |                      |
| 2018                                      | Cochabamba           | Medalla de bronce    |                      |
| 2022                                      | Asunción             | Medalla de plata     |                      |

## Clubes
| Club                   | País     | Año         |
| ---------------------- | -------- | ----------- |
| Club Winterhill        | Chile    | 2009 - 2013 |
| Club Balonmano Zamora  | España   | 2013 - 2019 |
| ABC Braga              | Portugal | 2020 - 2021 |
| Club Balonmano Burgos  | España   | 2021 - 2022 |
| Club Deportivo Balopal | España   | 2022 - Act. |